# San Bernardino (Peru)
San Bernardino é um distrito do Peru, departamento de Cajamarca, localizada na província de San Pablo.

## Transporte
O distrito de San Bernardino é servido pelas seguintes rodovias:
- PE-8, que liga o distrito de Guadalupe (Região de la Libertad) à cidade de Cajamarca
- PE-8A, que liga o distrito de Chilete à cidade de Cajamarca[1][2][3]